# Erwin Ramsdell Goodenough
Erwin Ramsdell Goodenough (24 de octubre de 1893-20 de marzo de 1965) fue un erudito en la historia de las religiones. Es especialmente conocido por su estudio de la influencia de la cultura griega en el judaísmo, lo que algunos llaman el judaísmo helenístico.

## Biografía
Nacido en Brooklyn, estudió en Hamilton College, Drew Theological Seminary, obteniendo posteriormente una licenciatura en teología del Garrett Biblical Institute en 1917. Continuó en la Universidad de Harvard durante tres años, después tres años más en la Universidad de Oxford, donde obtuvo su doctorado en 1923.
A continuación, comenzó a enseñar en la Universidad Yale en 1923, donde enseñó hasta su jubilación en 1962. Continuó en la Universidad Brandeis y luego se le dio un cargo en la Biblioteca Widener de Harvard. Recibió títulos honoríficos de Yale, la Hebrew Union College y la Universidad de Upsala.
Editó la Journal of Biblical Literature de 1934-1942.
Sus documentos están archivados en Yale. Después de su muerte, fue honrado con un volumen de estudios en su honor, Religions in Antiquity: Essays in Memory of Erwin Ramsdell Goodenough, editado por Jacob Neusner, publicado por E. J. Brill en 1968 (reimpreso por Wipf and Stock en 2004).

## Obra
- 1923: The Theology of Justin Martyr.
- 1929: The Jurisprudence of the Jewish Courts in Egypt.
- 1935: The Mystic Gospel of Hellenistic Judaism.
- 1938: The Politics of Philo Judaeus, with a General Bibliography of Philo.
- 1940: An Introduction to Philo Judaeus.
- 1953-1965: Jewish Symbols in the Greco-Roman Period (en doce volúmenes).
- 1955: Toward a Mature Faith.